# 斯隆站 (伊利諾伊州)
斯隆站（英語：Sloan Station）是位於美國伊利諾伊州尚佩恩縣的一個非建制地區。該地的面積和人口皆未知。

## 地理
斯隆站的座標為39°57′18″N 88°24′25″W / 39.95500°N 88.40694°W，而該地的平均海拔高度為210米（即689英尺）。